# Toshihiro Matsushita
Toshihiro Matsushita (født 17. oktober 1983) er en japansk fodboldspiller.